# أحمد الأشقر (قانوني)
أحمد حسني علي الأشقر (9 نوفمبر 1980) قاضي سابق ومحامي وأستاذ جامعي وكاتب فلسطيني، ولد في مدينة طولكرم الفلسطينية، وهو الرئيس السابق للاتحاد العربي للقضاة ومن مؤسسي الاتحاد، والرئيس الحالي لقسم العلوم القانونية بكلية الدراسات العليا بالجامعة العربية الأمريكية. كان صاحب أول حكم يقضي ببطلان اتفاقية أوسلو. له مجموعة من المؤلفات والكتب.

## نشأته وتحصيله العلمي
ولد المستشار أحمد حسني علي الأشقر في مدينة طولكرم بالضفة الغربية بتاريخ 9 نوفمبر 1980، تلقى تعليمه الابتدائي والإعدادي والثانوي في مدارس مدينته طولكرم، وأنهى الثانوية العامة في الفرع الأدبي من مدرسة إحسان سمارة بالمدينة عام 1998. حصل على درجة البكالوريوس في القانون من جامعة النجاح عام 2003، وحصل عام 2010 على درجة الماجستير في القانون من جامعة بيرزيت، وعلى درجة الدكتوراة في القانون الدستوري والمؤسسات السياسية من جامعة الحسن الثاني بالدار البيضاء في المغرب عام 2017.
انتمى إلى حركة فتح في مطلع شبابه، وشغل مقررًا في المكتب الحركي لاتحاد الكتاب والأدباء الفلسطينيين، كما نشط في مفوضية حركة فتح للعلاقات العربية والصين منذ عام 2005 وحتى عام 2011.

## مناصبه وحياته العملية
- في 25 يناير 2012، أدى أحمد الأشقر اليمين القانونية أمام رئيس مجلس القضاء الأعلى القاضي فريد الجلاد كقاضي للصلح بموجب مرسوم صدر من الرئيس الفلسطيني محمود عباس.[11]
- شغل منصب قاضي التنفيذ في محكمة جنين.[12]
- قاضي تنفيذ في محكمة رام الله.
- قاضي منتدب في هيئة محكمة الجنايات الفلسطينية.[10]
- أمين سر نادي قضاة فلسطين.[13][6]
- رئيس المرصد القضائي الفلسطيني.[6][10]
- رئيس جمعية نوافذ الفلسطينية.[10]
- رئيس مركز الدراسات والأبحاث في مجلس القضاء الأعلى الفلسطيني.[10]
- مساعد قانوني في المكتب الفني بالمحكمة العليا الفلسطينية.[10]
- عضو اللجنة التوجيهية الوطنية العليا لقضاء الأحداث.[10]
- عضو اللجنة الوطنية للخطة التشريعية للحكومة الفلسطينية.[10]
- خبير في مجال حقوق الإنسان في المفوضية السامية للأمم المتحدة لحقوق الإنسان، مكتب الأراضي الفلسطينية، 2014.[10]
- خبير في مجال حقوق الإنسان في المفوضية السامية للأمم المتحدة لحقوق الإنسان، المكتب الإقليمي في بيروت، 2017.[10]
- خبير في مجال حقوق الإنسان في منظمة إنقاذ الطفولة الدولية، 2015.[10]
- خبير في مجال حقوق الإنسان في لجنة الأمم المتحدة الاقتصادية والاجتماعية لغرب آسيا (الإسكوا)، بيروت، 2018.[10]
- خبير في معهد راوؤل والنبرغ لحقوق الإنسان والقانون الإنساني، السويد، مكتب عمان الإقليمي، 2016-2018.[10]
- خبير في مجال حقوق الإنسان في مؤسسة هارتلاند.[10]
- خبیر مدرب في مجال حریة الرأي والتعبیر وحریة الصحافة في الائتلاف من أجل النزاھة والمساءلة (أمان)، 2015.[10]
- خبیر في مجال مناھضة التعذیب، مركز علاج وتأھیل ضحایا التعذیب، 2018.[10]
- خبیر في مجال الصیاغة التشریعیة في أكادیمیة لاھاي لعلوم التشریع والقانون، 2011.[10]
- خبیر مدرب في مجال قضاء الأحداث في مؤسسة ھارتلاند آیلنس الدولیة، بغداد، 2019.[10]
- خبیر في مجال مكافحة الاتجار بالبشر في مكتب الأمم المتحدة للتدریب والتوثیق في مجال حقوق الإنسان، قطر، 2010.[10]
- مدرب في ورشات العمل الإقلیمیة للمعاھد القضائیة العربیة الشریكة لمعھد راوؤل والنبرغ لحقوق الإنسان والقانون الإنساني.[10]
- في 14 يونيو 2020، صدر مرسوم رئاسي صادر عن الرئيس الفلسطيني محمود عباس يقضي بانتداب القاضي الأشقر للعمل القانوني في الوزارات والمؤسسات الحكومية الفلسطينية.[14][15]
- رئيس قسم العلوم القانونية بكلية الدراسات العليا بالجامعة العربية الأمريكية.
- عضو في نقابة المحامين التابعة للمحكمة الجنائية الدولية ICCB.
- عضو في نقابة المحامين الدولية IBA.
- مالك ومدير عام شركة Victory Law Firm للمحاماة والتحكيم والاستشارات القانونية التي تتخذ رام الله مقراً رئيساً لها.

## مؤلفاته
أصدر أحمد الأشقر العدید من الدراسات والكتب المنشورة دوليًا ومحليًا، منھا:
- «دلیل التدریب القضائي على تطبیق الاتفاقیات الدولیة لحقوق الإنسان»، وهذا الدليل معتمد في سبع معاھد قضائیة عربیة، 2016.[10]
- «مجموعة المبادئ الصادرة عن المحكمة العلیا الفلسطینیة»، منشورات المحكمة العلیا الفلسطینیة، 2011-2014.[10]
- «الاجتھادات القضائیة العربیة في تطبیق الاتفاقیات الدولیة لحقوق الإنسان»، منشورات معھد راؤول ولنبرغ لحقوق الإنسان والقانون الإنساني، السويد.[10]
- «الحمایة القضائیة للحقوق والحریات العامة بین النظریة والتطبیق»، منشورات الھیئة المستقلة لحقوق الإنسان (دیوان المظالم)، 2013.[10]
- «جرائم قتل النساء بداعي الشرف في فلسطین»، منشورات المفوضية السامية للأمم المتحدة لحقوق الإنسان، فلسطين، 2014.[10]
- «مراجعة التشریعات الفلسطینیة من منظور المعاییر الدولیة لحقوق الطفل»، منشورات منظمة إنقاذ الطفولة الدولية، 2014.[10]
- «دلیل التدریب القضائي في مجال حریة الرأي والتعبیر وحظر خطاب الكراھیة»، منشورات المفوضية السامية للأمم المتحدة لحقوق الإنسان ومعھد راوؤل والنبرغ لحقوق الإنسان والقانون الإنساني، بيروت، 2017.[10]
- «دلیل التدریب في مجال تطبیق المعاییر الدولیة لضمانات المحاكمة العادلة»، منشورات معھد راؤول والنبیرغ، السويد، مكتب عمان الإقلیمي، 2018.[10]
- «موجبات إلغاء المادة 308 من قانون العقوبات الفلسطیني»، منشورات مركز المرأة للإرشاد القانوني والاجتماعي، 2018.[10]
- «التزامات دولة فلسطین بحمایة حق المرأة في الحیاة بمقتضى أحكام اتفاقیة القضاء على جمیع أشكال التمییز ضد المرأة»، منشورات مركز المرأة للإرشاد القانوني والاجتماعي، 2019.[10]

## حكمه ببطلان اتفاق أوسلو
يعد الأشقر أول قاضٍ يصدر حكمًا ببطلان اتفاقية أوسلو، وبجواز مثول الإسرائيليين أمام المحاكم الفلسطينية، حيث أصدر حكمه في مطلع عام 2015، ولاحق ذلك تطورات في الشارع الفلسطيني.

## رئاسة الاتحاد العربي للقضاة
انتخب القاضي أحمد الأشقر رئيسًا للاتحاد العربي للقضاة من قبل كافة الدول العربية الأعضاء خلال المؤتمر التأسيسي للاتحاد في تونس بتاريخ 22 سبتمبر عام 2018، ويعد الأشقر من مؤسسي الاتحاد.

## دعوى تأديبية ضده وردود الفعل
بسبب مقالة له على إحدى المواقع الفلسطينية بتاريخ 1 أبريل 2019 والتي طالب فيها بوقف انتهاكات حقوق الإنسان، قامت السلطة القضائية الفلسطينية (مجلس القضاء الأعلى الفلسطيني) بإحالته للتحقيق في مطلع نوفمبر 2019.

### ردود الفعل على ملاحقة الأشقر
قوبلت ملاحقة الأشقر باستنكار عربي واسع:
الاتحاد العربي للقضاة: أعلن الاتحاد العربي للقضاة عن إدانته الشديدة لملاحقة القاضي الأشقر وذلك خلال بيان صدر عن الاتحاد بتاريخ 6 نوفمبر 2019، وطالب الاتحاد بضرورة تكريس حق القضاة في حريه الرأي والتعبير.
 فلسطين: أكد نادي قضاة فلسطين حق القضاة في التعبير عن آرائهم، كما طالبت الهيئة المستقلة لحقوق الإنسان بضرورة وقف أي ملاحقات للقضاة على خلفية ما يكتبونه في الشؤون العامة.
 تونس: عبرت نقابة القضاة التونسيين عن إدانتها الشديدة خلال بيان صدر عنها.
 الجزائر: عبرت النقابة الوطنية للقضاة في الجزائر عن استنكارها الشديد للملاحقة.
 السودان: أدان نادي أعضاء النيابة العامة السودانيين الحادثة.
 المغرب: أصدر نادي قضاة المغرب بيانًا عبر فيه عن إدانته لملاحقة القاضي الأشقر، وأكد نادي قضاة المغرب عن مساندته ودعمه للأشقر.
 اليمن: استنكر نادي قضاة اليمن ملاحقة الأشقر.
 سلطنة عمان: أدان نادي قضاة سلطنة عمان ملاحقة القاضي الأشقر.
 لبنان: أصدر نادي قضاة لبنان بيانًا بتاريخ 4 نوفمبر 2019 تضمن الإدانة الشديدة لإحالة رئيس الاتحاد العربي للقضاة أحمد الأشقر لمجلس تأديبي لمجرد ممارستة حق التعبير.
 ليبيا: عبرت الجمعية الليبية لأعضاء الهيئات القضائية عن استنكارها للحادثة.
 مصر: أصدر نادي قضاة مصر بيان تنديد بتاريخ 4 نوفمبر 2019 تضمن الإدانة الشديدة لملاحقة القاضي الأشقر.
 موريتانيا: أدان نادي القضاة الموريتانيين ملاحقة الأشقر.
الاتحاد العربي للقضاة: أصدر الاتحاد العربي للقضاة بيانًا بتاريخ 11 يناير 2020، عبر خلاله عن إدانته الشديدة لاستمرار ملاحقة القاضي الأشقر، وأكد الاتحاد تأكيده على استمرار وقوف الهياكل القضائية في الدول العربية إلى جانب القاضي الأشقر.

## روابط خارجية
- السيرة الذاتية لأحمد الأشقر، موسوعة النخبة الفلسطينية.